# Boldklubben Heimdal
Boldklubben Heimdal (Bk. Heimdal, Heimdal) er en københavnsk fodboldklub, der blev stiftet i 1919. Klubben befandt sig dengang som nu i Fælledparken, dengang dog under navnet Hermes.
Klubben har både en dame- og herreafdeling med omtrent 250 medlemmer fordelt på ca. 170 herrespillere og 80 damespillere. I sæsonen 2022 er det bedste damehold repræsenteret i KS, mens det bedste herrehold spiller i serie 3
Inden vinteren 2007/8 holdt klubben til under D-tribunen i Parken. I perioden 2008-2011 er klubben sammen med tre af Fælledklubberne (Handelsstadens Boldklub, Østerbro Idrætsforening og Boldklubben Viktoria af 1900) midlertidigt genhuset i containere bag Østerbro Stadion. I november 2011 flyttede Heimdal sammen med de andre tre klubber ind i Fælledklubhuset ved Vibenshus Runddel.
Klubben har tidligere været repræsenteret i DBU’s rækker med det bedste dameholds placering i Danmarksserien – senest i 2011. Dameafdelingen har haft stor medlemsmæssig fremgang de seneste år, og rykkede i 2013 op i Kvindeserie Øst (tidl. Danmarksserien), men måtte dog i 2014 en tur ned i Københavnsserien igen. Herrerne har i de sidste år fået mange nye medlemmer hvilket resulterede oprykning til serie 2 i 2013 og til serie 1 i 2014. Målet er at fortsætte den gode udvikling og spille med i toppen af serie 1.
Uanset den sportslige fremgang er det på det sociale område, at Heimdal er allerbedst. Heimdal har siden klubbens grundlæggelse haft fokus på det sociale aspekt ved fodbold. Tonen er generelt afslappet. Ambitionsniveauet for den enkelte spiller varierer lige fra den, som kun gider at spille kampe, til spilleren, som i sine bestræbelser for at komme på førsteholdet øver frisparksafslutninger i sin fritid. Klubben forsøger på bedste vis at få plads til alle spillere, blot de gider at deltage socialt i klubben.
For at styrke det sociale bliver der holdt arrangementer på tværs af holdene, hvilket er et vigtigt element i Heimdals sociale liv.

## Historiske placeringer
| Rangering af 1. herrer |            |  | Rangering af 1. kvinder     |                  |
| ---------------------- | ---------- |  | --------------------------- | ---------------- |
| År                     | Serie      |  | År                          | Serie            |
| 2014 -                 | Serie 1    |  | 2014 efterår                | Københavnsserien |
| 2013-2014              | Serie 2    |  | 2014 forår                  | Kvindeserie Øst  |
| 2005-2013              | Serie 3    |  | 2011 efterår - 2013 efterår | Københavnsserien |
| 2003 -2004             | Serie 2    |  | 2007 - 2011 efterår         | Danmarksserien   |
| 1997 - 2002            | Serie 3    |  | 2005 -2006                  | Københavnsserien |
| 1994 - 1996            | Serie 2    |  | 2002 - 2004                 | Serie 1          |
| 1993                   | Serie 3    |  | 2000 - 2001                 | Københavnsserien |
| 1992                   | Serie 2    |  | 1997 - 1999                 | Serie 1          |
| 1990 - 1991            | Serie 3    |  | 1992 - 1993                 | Serie 1          |
| 1988 - 1989            | Serie 2    |  | 1991                        | Københavnsserien |
| 1985 - 1987            | Serie 3    |  | 1990                        | Serie 1          |
| 1983 -1984             | B-rækken   |  | 1986 - 1989                 | Serie 2          |
| 1982                   | A-rækken   |  |                             |                  |
| 1981                   | B-rækken   |  |                             |                  |
| 1980                   | A-rækken   |  |                             |                  |
| 1956/57 1 1979         | B-rækken   |  |                             |                  |
| 1951/52 - 1955/56      | A-rækken   |  |                             |                  |
| 1950/51                | B-rækken   |  |                             |                  |
| 1949/50                | C-rækken   |  |                             |                  |
| 1947/48 - 1948/49      | B-rækken   |  |                             |                  |
| 1944/45 - 1946/47      | C-rækken I |  |                             |                  |
| 1940/41 - 1943/44      | B-rækken I |  |                             |                  |